# Campionato italiano di hockey su ghiaccio 1962-1963
Il campionato italiano di hockey su ghiaccio 1962-63 venne organizzato - come di consueto - dalla FISG.

## Serie A
Dopo otto anni nelle file degli scoiattoli ampezzani, Carmine Tucci si trasferisce a Bolzano col ruolo di allenatore-giocatore, al suo posto la società ampezzana ingaggia Ron Farnfield. I Diavoli Milano acquistano dal Klagenfurt Reg Morelli e dopo due stagioni ritorna Bryan Whittal, mentre si ritirano dall'attività agonistica Paolo Marchi e Salvatore Guccione.

### Formazioni
Il campionato è allargato a cinque squadre con la partecipazione del Südtiroler Sport Verein Bolzano, vincitore del Campionato di Promozione (il torneo della serie cadetta) nella stagione precedente.

Le squadre iscritte al torneo sono quindi: Cortina, HC Bolzano, Ortisei, Diavoli Milano e SSV Bolzano

### Formula
La formula del torneo prevede un girone all'italiana con partite di andata e ritorno e la possibilità di schierare uno straniero a partita.

### Campionato
La lotta per la conquista del tricolore si riduce ben presto a tre squadre (HC Bolzano, Cortina e Diavoli Milano); se negli scontri diretti Bolzano-Cortina e Cortina-Milano le formazioni si dividono la posta in palio vincendo una gara ciascuno; a fare la differenza è lo scontro Diavoli Milano-Bolzano, con gli altoatesini che vincono in casa per 8-5 e pareggiano al Piranesi 5-5 nella decisiva gara di ritorno, laureandosi Campioni d'Italia.
Nella gara precedente, contro l'Ortisei, alla formazione meneghina sono annullati due goal; la gara finisce in pareggio (5-5) estromettendola dai giochi e dando vita a polemiche sulle designazioni arbitrali; per voce del dirigente Luigi Bastagini i milanesi fanno notare che per la gara contro l'Ortisei, la conduzione della gara è stata assegnata ad un arbitro bolzanino e ad uno ampezzano, quindi di due località di squadre in corsa per il titolo, mentre per Bolzano-Cortina (2-3), la Federazione si è accordata con due direttori di gara tedeschi per preservare la regolarità del match.
Il Bolzano conquista lo scudetto mentre l'altra squadra bolzanina, l'SSV Bolzano, si classifica all'ultimo posto: quest'ultima formazione ha fatto registrare, contro i Diavoli Milano, la partita con più reti di tutto il campionato (4-19 per i milanesi).

#### Classifica finale
L'Hockey Club Bolzano vince il suo primo scudetto.

Formazione Campione d'Italia: Heini Bacher - Alfredo Coletti - Alberto De Grandi - Franco De Vito - Giuliano Ferraris - Giuliano Frigo - Norbert Koler - Armando Mencarelli - Robert Psenner -  Siegfried Schlemmer - Franco Viale.

Allenatore: Carmine Tucci.

### Classifica marcatori
La classifica marcatori vede imporsi Bryan Whittal (Diavoli Milano) con 30 reti, seguito da Giampiero Branduardi (Diavoli Milano, 24 reti), Alfredo Coletti (Bolzano, 18 reti), Alberto Da Rin (Cortina, 15 reti) e Giuseppe Zandegiacomo (Cortina, 11 reti).